# Вулиця Артема (Донецьк)

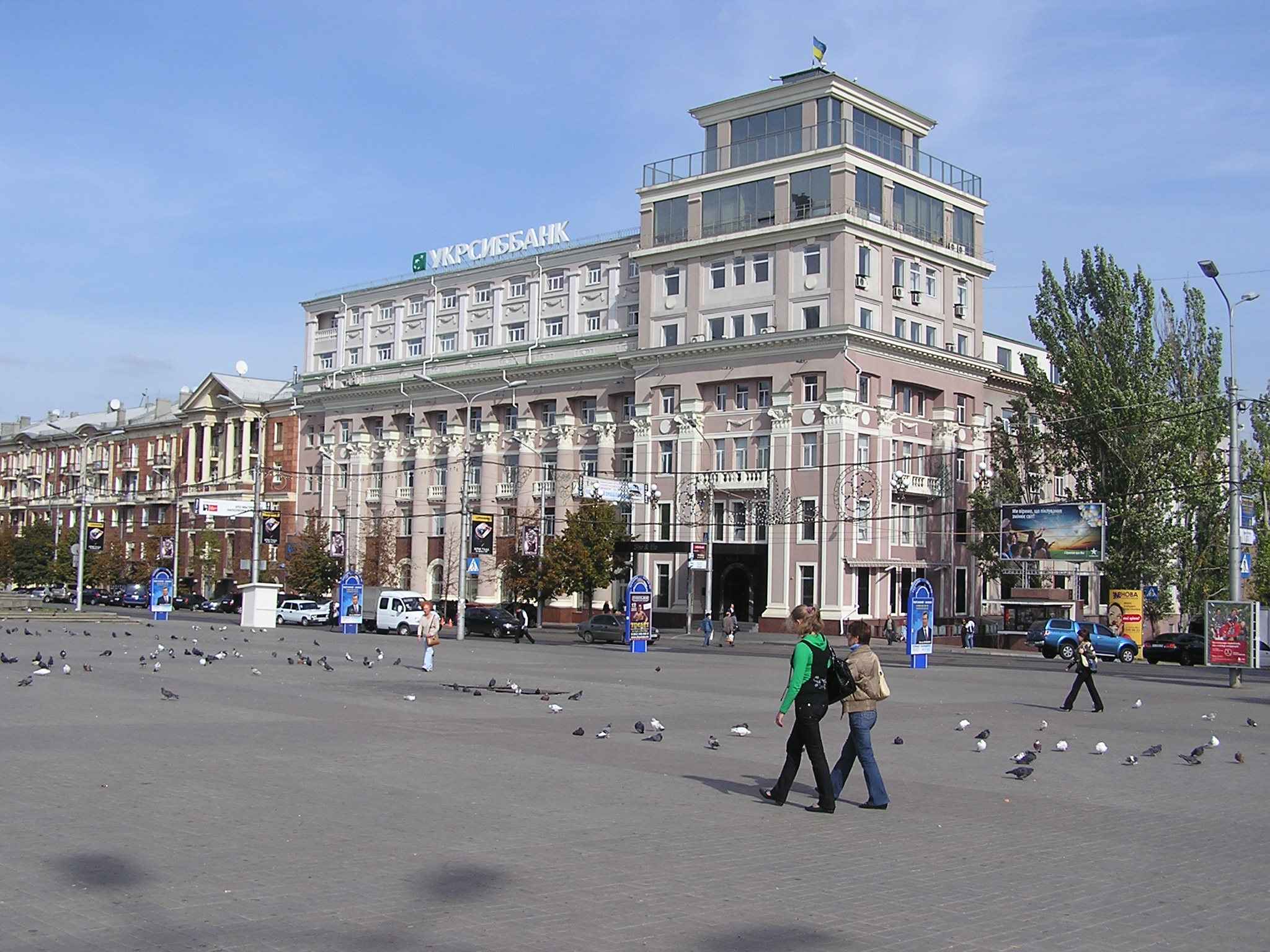
Площа Леніна в Донецьку

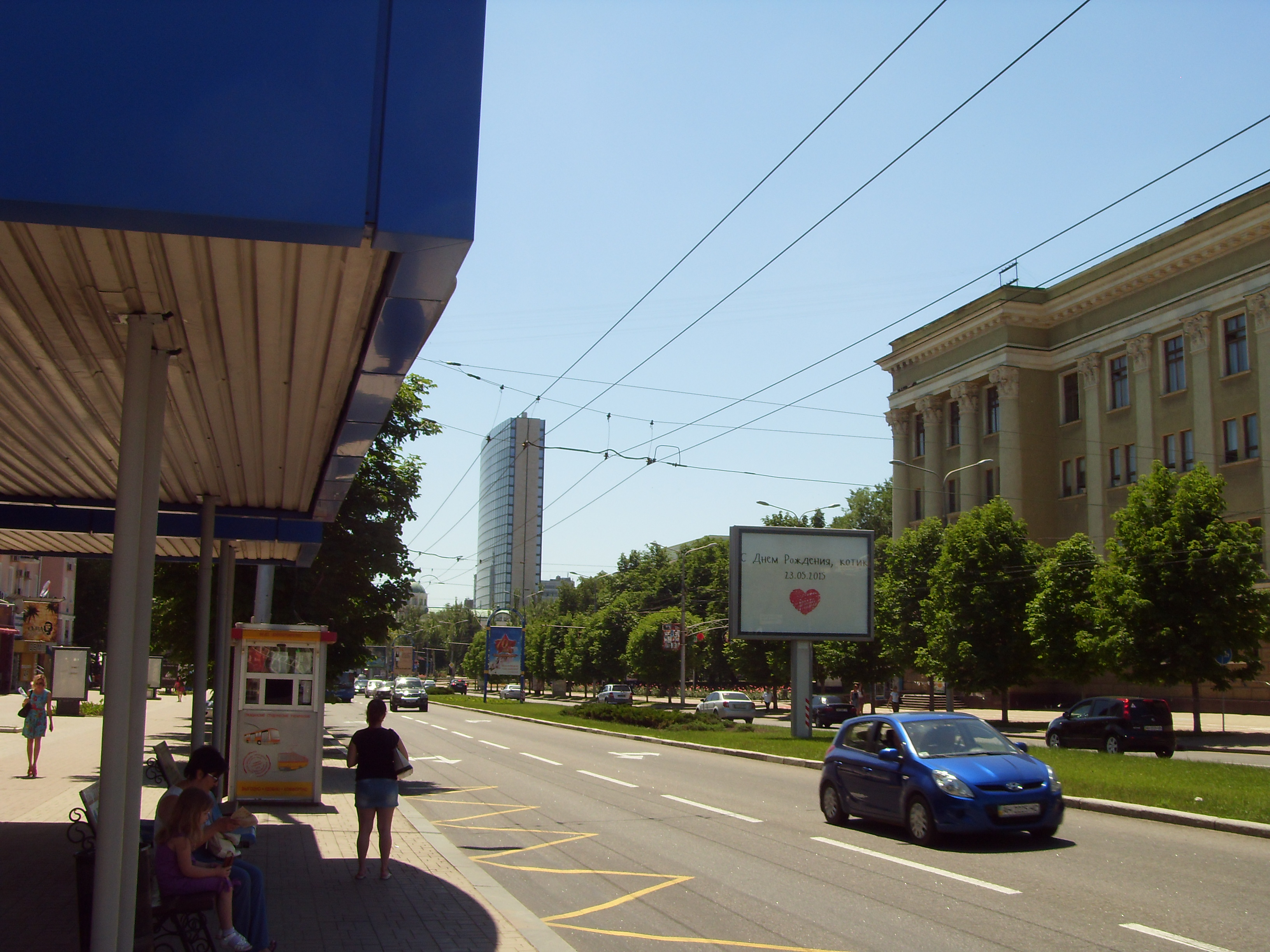
Вулиця Артема влiтку 2015 року (справа - бiблiотека iм. Н. К. Крупської)

Вулиця Артема — головна вулиця міста Донецька. Давніше називалась Перша лінія. У 1880-х роках була єдиною вулицею міста. Пролягає між вулицею Челюскінців та Університетською.

## Історія
Вулиця названа на честь одного з радянських ватажків Федора Сергеєва (Артема) (1883—1921).

## Опис
Вулиця Артема починається у Ворошиловському районі, від Донецького металургійного заводу, і завершується в Київському районі, переходить у Вокзальну площу залізничного вокзалу «Донецьк». На вулиці є багато торгових і бізнес-центрів. Поміж них — готель Донбас Палас, Наукова бібліотека імені Н. К. Крупської, Науково-технічна бібліотека Донецького національного технічного університету, кілька навчальних корпусів ДонНТУ, ДонВУГІ, Донецький драматичний театр, Донецький театр опери і балету, міська лікарня № 20, площа ім. Леніна, площа Шахтарська, залізничний вокзал, «Вєтковські ставки», Донецька обласна травматологія з кумедним Пам'ятником зціленому хворому.
Вулиця завдовжки з 10 кілометрів. Між Київським і Ворошиловським районом стоїть пам'ятник Артему, котрий раз у раз «атакують» національно свідомі громадяни.
У ніч з 18 на 19 травня 2008 року вони написали на пам'ятнику: «Геть ката», «Геть сепаратизм!». У ніч з 2 на 3 жовтня 2008 року пам'ятник знову був знову «атакований». З'явились надписи: «Сепаратизм — злочин», «Геть сепаратизм», «А хіба сепаратизм це заслуга перед батьківщиною?..». Ще розбито меморіальну дошку на вулиці Артема.

## Транспорт
Маршрут № 2 від залізничного вокзалу до Донецького металургійного заводу, маршрут проходить вулицею Артема від початку й до кінця.
Вулицею Артема їздять автобуси марки МАЗ 203067 (інтервал руху 3 хвил.) і тролейбуси марки ЗИУ-10, ЕлектроЛАЗ 301, ЮМЗ-Т1, ЮМЗ-Т2 (інтервал руху 1-2 хвил.).
У новорічну ніч з 1939 на 1940 рік було відкрите тролейбусне сполучення маршрутом № 1 «Металургійний завод — Студмістечко». Будівництво нових тролейбусних ліній було перервано через війну. В середині XX століття маршрутом теперішньої «Двійки» їздив трамвай. Згодом трамвайну колію перенесено на вулицю поруч — Челюскінців.